# Pavel Milioukov
Pavel Nikolaïevitch Milioukov (en russe : Павел Николаевич Милюков), né le 15 janvier 1859 (27 janvier dans le calendrier grégorien) à Moscou et mort le 31 mars 1943 à Aix-les-Bains, est un historien russe et ministre des Affaires étrangères du gouvernement provisoire russe au début de 1917.

## Biographie
Pavel Milioukov est le fils de Nicolas Milioukov et de Maria Soultanoff. Si la nobilité de la famille de son père n'est pas établie, sa mère vient d'une famille noble de Iaroslavl.
Il accomplit ses études secondaires au Premier lycée classique de Moscou. Il mène ensuite une carrière académique d'historien et de professeur à l'université de Moscou.
Du fait de ses idées libérales, il est arrêté et emprisonné par les autorités tsaristes en 1901, sous le règne de Nicolas II. Une fois libéré, il est invité aux États-Unis pour y délivrer une série de cours.
Adversaire résolu de la monarchie absolue, il revient en Russie en 1905, où il assiste à la Conférence panrusse des zemstvos en mai 1905 chez Margarita Morozova et devient ensuite l'un des meneurs du Parti constitutionnel démocratique (KD, ou Parti cadet). Milioukov devient plus modéré après la révolution de 1905. À la troisième et à la quatrième Douma d'État de l'Empire russe, il est le chef incontesté du KD.
Pendant la Première Guerre mondiale, il adopte un point de vue impérialiste en revendiquant la ville de Constantinople pour la Russie. En août 1915, avec d'autres partis libéraux, les octobristes, il organise le « bloc progressiste ». Quand éclate la révolution de février 1917, Milioukov cherche vainement à sauver la monarchie contre Kerenski partisan d'une démocratie moderne. Il devient ministre des Affaires étrangères du gouvernement provisoire et se montre partisan de la poursuite de la guerre. Le 18 avril, Milioukov envoie une note aux gouvernements alliés dans laquelle il promet que la Russie continuera la guerre « jusqu’à la victoire finale ».
Dans des termes ambigus, il fait part de son soutien à la politique du gouvernement provisoire qui prévoit l’annexion de territoires étrangers et le paiement d’indemnités par les vaincus. Cette note, dont le contenu s’oppose à celui de la déclaration « aux peuples du monde entier » qu’a faite le soviet de Petrograd le 15 mars, provoque des manifestations de protestation armées organisées par les ouvriers et les soldats de la capitale les 20 et 21 avril.
À Londres, il rencontre le professeur Tomáš Masaryk avec lequel il s'entretient sur les origines et l’état actuel de la Légion tchécoslovaque en Russie à cette époque.
Désavoué, Milioukov démissionne le 15 mai 1917. En août 1917, il prend une part active dans la préparation du putsch de Kornilov. Ennemi de la révolution d'Octobre, il devient le conseiller politique du général Anton Ivanovitch Dénikine avant de devoir s'enfuir à l'étranger. Émigré à Paris, il revient à des idées plus radicales et reste un des représentants de la tendance républicaine et démocratique de l'émigration russe.
En 1920, il crée une Union des écrivains et des journalistes russes, qu'il préside ensuite. Il est également le fondateur du quotidien Les Dernières nouvelles (en russe Послѣднія новости (Posliedne novosti)).
Le 28 mars 1922 à Berlin, il échappe à une tentative d'assassinat contre lui fomentée par les militants russes d'extrême droite Sergueï Taboritsky et Piotr Chabelski-Bork. Son ami Vladimir Dmitrievitch Nabokov tombe à sa place.
Selon l'écrivain Nina Berberova, Pavel Milioukov n'était pas membre de la franc-maçonnerie, contrairement aux dix autres membres du premier gouvernement du prince Lvov de février 1917. Les francs-maçons du Gouvernement provisoire seraient le prince Lvov, Goutchkov, Kerenski, Chingarev, Konovalov, Manouilov, Nekrassov, Godniev, V. Lvov.
Il est inhumé au cimetière des Batignolles (division 30, rangée 13, tombe n° 6).

## Bibliographie

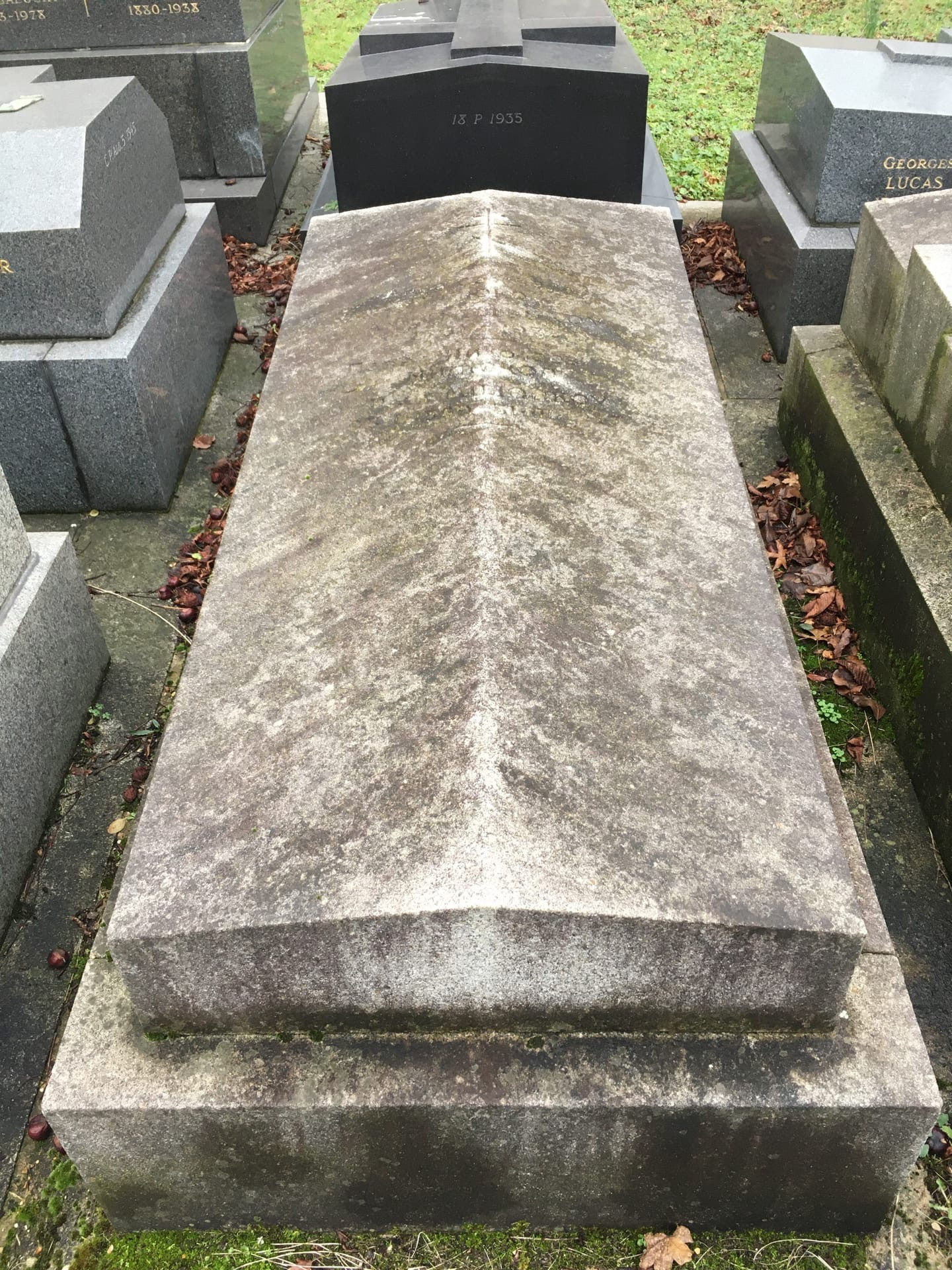
Tombe de Milioukov au cimetière des Batignolles (div. 30).

## Source
- Alexandre Bennigsen, « Milioukov (P. N.) », Encyclopædia Universalis.